# Matronae Alagabiae
Die Alagabiae sind Matronen, die in zwei Weiheinschriften des 2./3. Jahrhunderts n. Chr. aus Haus Bürgel bei Düsseldorf überliefert sind.

## Auffindungen und Inschriften
Der Stein wurde im Innenbereich des Nordtores der Anlage in der Ringmauer neben dem rechten, östlichen Torpfeiler als Spolie Verbauung gefunden. In Bürgel wurden des Weiteren Votivsteine für die Matronen Aufaniae und Aviaitihenae gefunden.

„Matroni[s] / Alagabiabus / Iul(ia) Pusua / pro se et Iuli(i)s f(iliis) / Peregrino / Sperato / Severo / v(otum) s(olvit) l(ibens) m(erito)“

Der zweite Stein wurde bei Erkundungen der Fundamente der 1916 abgerissenen Maternus-Kapelle im Innenhof von Haus Bürgel zur multimedialen Reproduktion des Baus als Spolie entdeckt. Der wurde dort im 15. Jahrhundert bei Erweiterungen verbaut, ob bewusst in Relation der Namen des Stifters Maternus und des christlichen heiligen Namenspatrons muss Spekulation bleiben.

„Matro[nis] / Alagabiabu[s] / C(aius) Saturnini / usMaternus / pro se et suis / v(otum) s(olvit) l(ibens)m(erito).“

## Beiname und Deutung
Der auffällige und durchsichtige Name ist durch das Stammwort des zweiten Glieds germanisch *gabiō = „Geberin“ geprägt, das als Bildungselement im Matronennamenkatalog des Weiteren in den Belegen der Gabiae = „die Geberinnen“ und als Kompositionsglied bei Garmangabis = „die reichlich oder das gewünschte Gebende“ vorliegt sowie im Namen der Göttin Friagabis. Für Günter Neumann bilden die Alagabiae spezifisch für die Matronen eine Gruppe, deren Name durch ein feminines Nomen Actionis geprägt ist, das formal ein Rektionskompositum ist und das Beschenken von Menschen bezeichnet (zum Vergleich: griechisch Πανδώρα (Pandora) = „Allgeberin“). Zu dieser Gruppe zählt er neben den Alagabiae und Gabiae die Arvagastiae = „die freigiebig Bewirtenden“. Dieser Bildungstyp weicht ab von üblichen Matronenamen mit einer topischen Ableitung von einer Stelle, einem Gewässer oder Ortsnamen.
Das erste Glied des Namens ist nach Neumann ein Adjektivstamm zu ala = „all“, der entweder als von geban abhängiges Akkusativobjekt fungieren kann oder adverbial bestimmbar ist, wie Neumann unter Vergleich mit althochdeutsch alawaltenti = „alles beherrschend“ und dessen Verhältnis gegenüber alabezziro = „in jeder Hinsicht besser“ darlegt. Daraus folgert er, dass bei einer Deutung des Namens entweder als „die Alles-Gebenden“ oder als „die in umfassender Weise Gebenden“ lediglich ein geringer semantischer Unterschied vorliege. Des Weiteren weist Neumann darauf hin, dass ala- häufig im germanischen Personennamenschatz belegt ist, wie beispielsweise durch Alwin, Alawid oder Alarich.
Zu Alagabiae gehört die analoge keltische Form Ollogabiae, wobei nach Helmut Birkhan unklar ist, ob Alagabiae eine germanisierte Bildung nach keltischer Vorlage ist oder die Ollogabiae eine keltisierte Form der germanischen Vorlage. Neumann löst die Situation auf, indem er quantitativ das Gewicht für das Germanische sieht, da -gabi im germanischen Onomastikum häufiger bezeugt ist als im keltischen.